# Entelecara truncatifrons
Entelecara truncatifrons là một loài nhện trong họ Linyphiidae.
Loài này thuộc chi Entelecara. Entelecara truncatifrons được Octavius Pickard-Cambridge miêu tả năm 1875.